# Raczkowski (herb szlachecki)
Raczkowski – polski herb szlachecki, odmiana herbu Nałęcz.

## Opis herbu
W polu czerwonym chusta srebrna, ułożona w koło, związana u dołu, z opuszczonymi końcami.
Klejnot: Dwa rogi jelenie.
Herb różni się zatem od Nałęcza brakiem panny w klejnocie.

## Najwcześniejsze wzmianki
Z 1591 pochodzi wzmianka o Łukaszu Raczkowskim.

## Herbowni
Raczkowski.